# Герман Буксгевден
Герман фон Буксгевден (также известен как Герман Дорпатский или Герман I) (нем. Hermann I. von Buxthoeven (auch Buxhöwden); 1163, Бексхёфеде — 1248) — епископ Дорпата, первый в истории этой епархии. Занимал эту должность с 1224 по 1247 год. Брат епископа Альберта Буксгевдена и военачальника ливонских крестоносцев, цистерцианского миссионера Дитриха (Теодориха) Буксгевдена.

## Первая должность в Бремене
Первой должностью, зафиксированной в биографии Германа, была должность аббата бенедиктинского монастыря Святого Павла, расположенного в Бремене. Фактически роду Буксгевденов принадлежали земельные владения в Бремене и окрестностях, а некоторые выходцы из этой семьи занимали важные посты в городской светской и религиозной иерархии. Так, Альбрехт Буксгевден, будущий основатель крепости Рига, был каноником бременского домского собора до отправки в Ливонию с целью крестового нашествия.

## Основание замка в Отепя
С 10 апреля 1220 года по 21 июля 1224 года занимал должность епископа Леаля. В это время он спроектировал крупный деревянный замок в Оденпе (Отепя), ставший оплотом немецких войск в Эстляндии. Замок был построен под контролем Германа именно на том месте, где предположительно с 1116 года (первое упоминание в русской летописи) располагалось древнее торговое поселение эстов, которое получило название Медвежья голова. В своей епархии он организовал порядки немецкой администрации, взял в залог 24 крестьян для ведения хозяйства и установил торговый контроль в Отепя.

## Активное участие в осаде Юрьева в 1224 году
В 1224 году вместе со своим братом Альбертом возглавил нападение организованного немецкого крестоносного войска на Юрьев. Крестоносцы осадили город на пасхальные праздники. В Юрьеве также оборонялся православный князь Вячко, чьё Кукейносское княжество к этому моменту после длительного сопротивления пало под ударами крестоносцев. После первой пятидневной осады посланники епископов обратились к Вячко с тем, чтобы уговорами и посулами склонить его на свою сторону и вынудить его добровольно покинуть защитников города со своими силами. Однако Вячко отказался покидать своих соратников и заявил, что продолжит оборонять Юрьев. В августе 1224 года осада возобновилась; Юрьев был взят в плотное кольцо крестоносцами, которые привлекли к осаде вспомогательные части, сформированные из обращённых в католицизм ливов и латгалов. И снова после многодневной осады крестоносцы от имени Альберта и Германа снова обратились к Вячко с предложением покинуть повстанцев и выйти из крепости, на что князь снова ответил решительным отказом и продолжил сопротивляться осаждавшим. В итоге войско крестоносцев, используя новейшие стенобитные орудия и вырыв подкоп, взяли город после двухнедельного весьма интенсивного штурма, после чего учинили в городе жестокий погром, выманив из крепости и расправившись с Вячко и его ближайшим окружением. В этой расправе принимал активное участие и Герман Буксгевден.

## Назначение на епархию; конфликт с меченосцами и датчанами
Итак, после захвата Юрьева в 1224 году Герман был назначен на должность главы дорпатской епархии. Главной целью, которую преследовали его старшие родственники, назначая его на этот пост (например, тот же епископ Альбрехт из Риги) было обеспечение надёжного противовеса возрастающему влиянию датских вооружённых сил, которыми управлял умелый военачальник, король Вальдемар II, и влияния ордена Меченосцев, который также намеревался увеличить свою власть в Эстляндии, захваченной и подчинённой католическим властям. Однако в тот период Альберт и Герман больше сотрудничали с меченосцами против датчан. 1 декабря 1225 года епископ Герман получил от императора Священной Римской империи Генриха VII титул имперского князя (фюрста) с правом независимой судебной власти, налоговых сборов и правом основать город Дорпат. Вскоре вспыхнул конфликт между ним и орденом меченосцев, после чего Герман, опасаясь вторжения и плена, в 1225 году отправился в Ригу под защиту брата. В 1226 году он стал помощником епископа Трира. Долго продолжалась территориальная тяжба между ним и меченосцами, посредником в которой выступило папское доверенное лицо епископ Семигаллии Балдуин Альнский. Только после договора с орденом меченосцев Герман получил от папы Григория IX официальное разрешение на должность епископа Дорпата.

## Поход на Русь; взятие Пскова и Копорья
В 1240 году возглавил поход на Ингрию и Псков в рамках Ливонского похода на Русь. Части под командованием Германа участвовали во взятии псковского замка, крепости в Изборске и Копорья. Однако Герман входил в число тех военачальников, которые повели в бой во время Ледового побоища части немецких и датских рыцарей, вспомогательные части завербованных в Северной Германии наёмников и рыцарей местного ландесмейстерства Тевтонского ордена, но это сражение Герман проиграл Александру Невскому, равно как и другие немецкие командиры.

## Деятельность в Дорпате

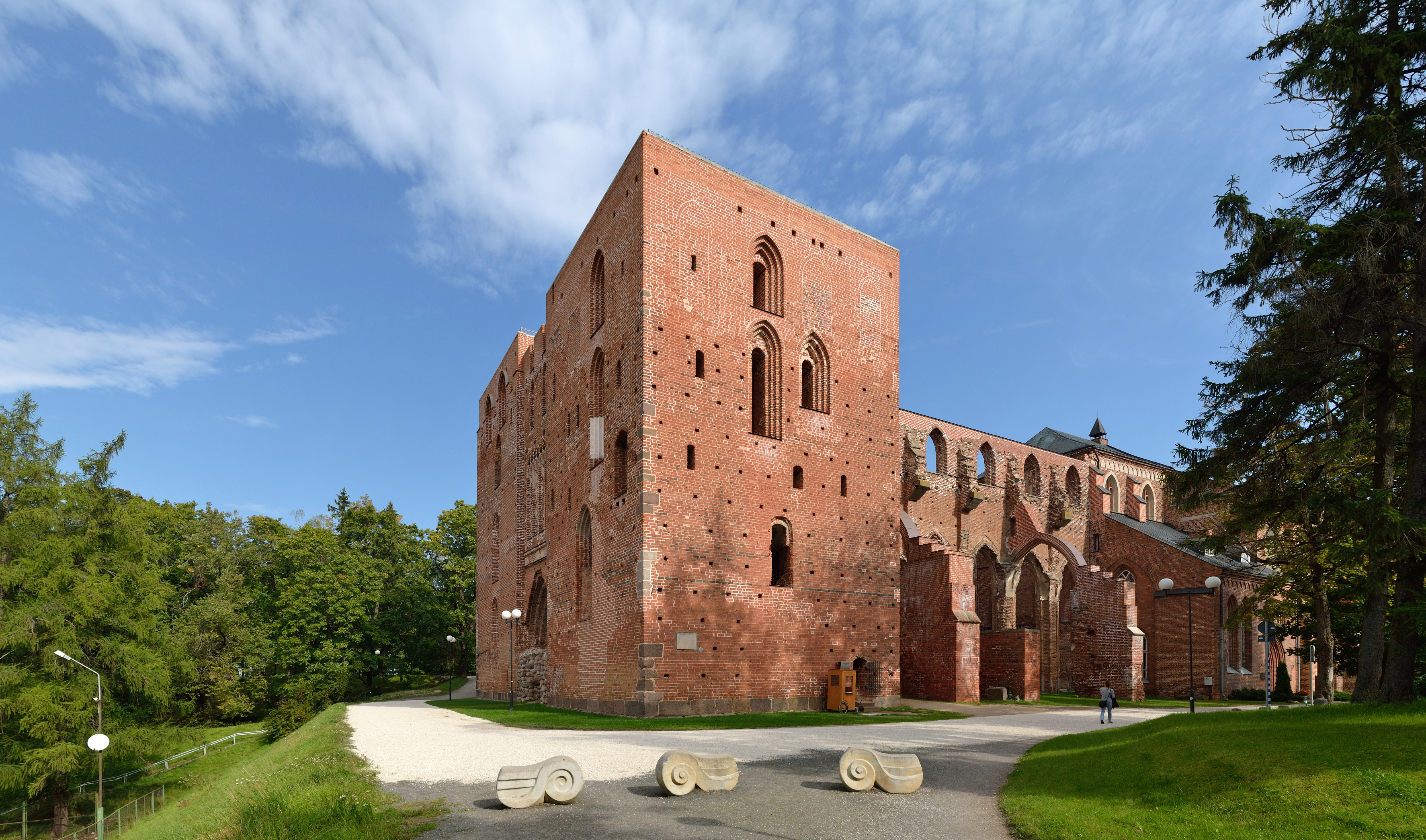
Руины Домского собора в Тарту

В 1242 году епископ Герман основал Домский собор в Дорпате, что свидетельствовало о возрастании его авторитета. В целом Герман на своей должности осуществлял активную экономическую экспансию в Эстляндии, захватывая земли языческих правителей и подчиняя себе их на правах феодала, становясь крупным местным землевладельцем. В 1243 году епископ Герман выступил одним из инициаторов заключения соглашения между епископом Риги Николаем Науэном, епископом Эзель-Вика и правителями Ливонского ордена, который косвенно был направлен против русских и датчан. Долгая дипломатическая борьба с датским доминированием в Эстляндии увенчалась успехом, и в итоге в 1245 году Герман как глава дорпатской иерархии был освобождён от присяги архиепископу Лунда и стал подчиняться рижскому епископу Николаю.